# Amphioctopus marginatus
Bạch tuộc vân (Danh pháp khoa học: Amphioctopus marginatus) hay còn gọi là bạch tuộc dừa là một loài bạch tuộc trong họ Octopodidae. Chúng là loài thông minh và biết dùng những chiếc vỏ dừa làm nơi trú ẩn di động. Ban đầu chúng nhấc vỏ dừa lên, dùng xúc tu quét sạch bùn trên đó. Khi muốn di chuyển, xúc tu sẽ cuốn lấy nửa mảnh vỏ dừa và đặt nó dưới cơ thể, giúp chúng ung dung lướt đi dưới đáy biển.